# Dieter Borsche
Dieter Borsche, nato Albert Eugen Rollomann (Hannover, 25 ottobre 1909 – Norimberga, 5 agosto 1982), è stato un attore tedesco.

## Biografia
Dal 1944 soffriva di atrofia muscolare e dalla fine degli anni '70 viveva su una sedia a rotelle. Borsche divenne una star del cinema dopo la seconda guerra mondiale. Morì a Norimberga all'età di 72 anni.

## Filmografia parziale

### Cinema
- Nachtwache, regia di Harald Braun (1949)
- Ho ucciso tuo fratello (Es kommt ein Tag), regia di Rudolf Jugert (1950)
- Malata d'amore (Dr. Holl), regia di Rolf Hansen (1951)
- Fanfaren der Liebe, regia di Kurt Hoffmann (1951)
- Alì Babà (Ali Baba et les 40 voleurs), regia di Jacques Becker (1954)
- Scalo a Orly (Escale à Orly), regia di Jean Dréville (1955)
- La regina Luisa (Königin Luise), regia di Wolfgang Liebeneiner (1957)
- Tempo di vivere (A Time to Love and a Time to Die), regia di Douglas Sirk (1958)
- Gli squali del terzo Reich (U47 - Kapitänleutnant Prien), regia di Harald Reinl (1958)
- Un trono per Cristina (Un trono para Cristy), regia di Luis César Amadori (1960)
- Gli occhi di Londra (Die toten Augen von London), regia di Alfred Vohrer (1961)
- Der rote Rausch, regia di Wolfgang Schleif (1962)
- Das Feuerschiff, regia di Ladislao Vajda (1963)
- Edgar Wallace e l'abate nero (Der schwarze Abt), regia di Franz Josef Gottlieb (1963)
- Scotland Yard contro Dr. Mabuse (Scotland Yard jagt Dr. Mabuse), regia di Paul May (1963)
- Il giustiziere di Londra (Der Henker von London), regia di Edwin Zbonek (1963)
- Il fantasma di Soho (Das Phantom von Soho), regia di Franz Josef Gottlieb (1964)
- Un medico accusato (Ein Frauenarzt klagt an), regia di Falk Harnack (1964)
- Una carabina per Schut (Der Schut), regia di Robert Siodmak (1964)
- Alla conquista dell'Arkansas (Die Goldsucher von Arkansas), regia di Paul Martin (1964)
- Il giustiziere del Kurdistan (Durchs wilde Kurdistan), regia di Franz Josef Gottlieb (1965)
- Guntar il temerario (Im Reich des silbernen Löwen), regia di Franz Josef Gottlieb (1965)
- Eva la verità sull'amore (Der Arzt stellt fest...), regia di Aleksander Ford (1966)
- Wenn Ludwig ins Manöver zieht, regia di Werner Jacobs (1967)
- L'ago sotto la pelle (Der Arzt von St. Pauli), regia di Rolf Olsen (1968)
- Le calde notti di Lady Hamilton, regia di Christian-Jaque (1968)
- Io so chi ha ucciso (Der Pfarrer von St. Pauli), regia di Rolf Olsen (1970)

### Televisione
- Der schwarze Freitag - film TV (1966)
- Algebra um acht - serie TV, 19 episodi (1972-1973)
- Die Powenzbande - miniserie TV, 5 episodi (1974)
- Der Kommissar - serie TV, 3 episodi (1970-1975)
- Goldene Zeiten - Bittere Zeiten - serie TV, 4 episodi (1981)